# Coll de Llevant
El Coll de Llevant és una muntanya de 391 metres que es troba al municipi de Benifallet, a la comarca catalana del Baix Ebre.